# 竜泉寺の湯
竜泉寺の湯（りゅうせんじのゆ）は、オークランド観光開発株式会社（オークランドグループ）が運営する日帰り温泉施設（スーパー銭湯）。本店がある愛知県の他に、関東地方や東北地方で店舗展開している。
以下、「概要・歴史」節では、主に愛知県名古屋市守山区で最初に開業した「竜泉寺の湯」について解説する。

## 概要・歴史

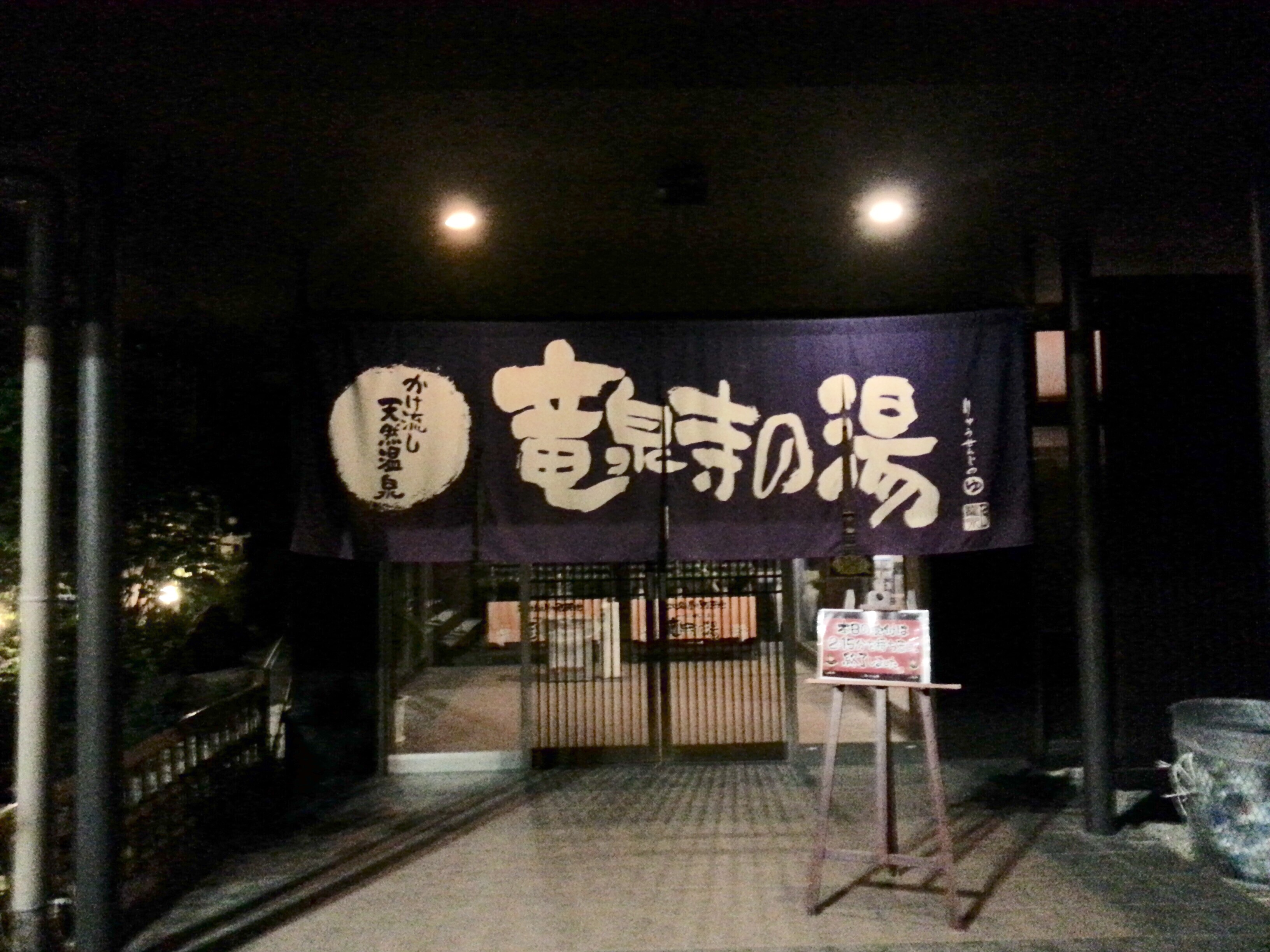
名古屋守山本店の施設入口
※2018年のリニューアル前の様子
〈2013年7月撮影〉

竜泉寺の湯は、同社が1989年に愛知県名古屋市守山区竜泉寺（旧・吉根字松ヶ洞）で開業した老舗のスーパー銭湯である。開業当初は現在と異なり、天然温泉を使用した施設ではなかった。また、過去には後述のように同社が運営する「スオミの湯」系列の1店舗とされていた。
各都道府県で規定されている公衆浴場条例における区分の中で、「普通公衆浴場」ではなく「その他の公衆浴場」に属する“純粋なレジャーを目的としたスーパー銭湯”の元祖とも目されており、名古屋地域におけるスーパー銭湯ブームの火付け役にもなった。その後、1990年代から2000年代にかけて全国各地にもブームは広がっている。2000年には温浴施設としては初めて、高濃度の人工炭酸泉を同社が運営する6店舗（竜泉寺の湯およびスオミの湯系列）に導入した。
「竜泉寺の湯」（別名：スオミの湯 竜泉寺店）はもともと、同社が運営していた屋外プール施設「竜泉寺ウォーターパーク」（夏季のみ営業）に併設する温浴施設として年中営業されていた。しかし、ウォーターパークが2006年の夏季営業をもって廃業すると、同店も改装工事のため一時休業し、翌2007年12月には天然温泉施設の「竜泉寺の湯」として単独リニューアルオープンするに至っている。
同店の成功により以降複数の地域において、「日帰り天然温泉 竜泉寺の湯」などの名称で店舗展開されている（詳細は後節の「店舗展開」を参照）。

## 店舗展開

### 店舗一覧
この節では各店舗の概要について記述する（詳細については各店舗の公式サイトを参照）。
系列店の全店舗で天然温泉を使用している。各店舗における天然温泉の泉質では、館内に掲示されている温泉分析書および公式サイト・パンフレット等を参考にして、療養泉の「泉質名」と浸透圧（溶存物質総量）・液性（pH）・泉温による「鉱泉の分類」を掲載している。

#### 中部地方

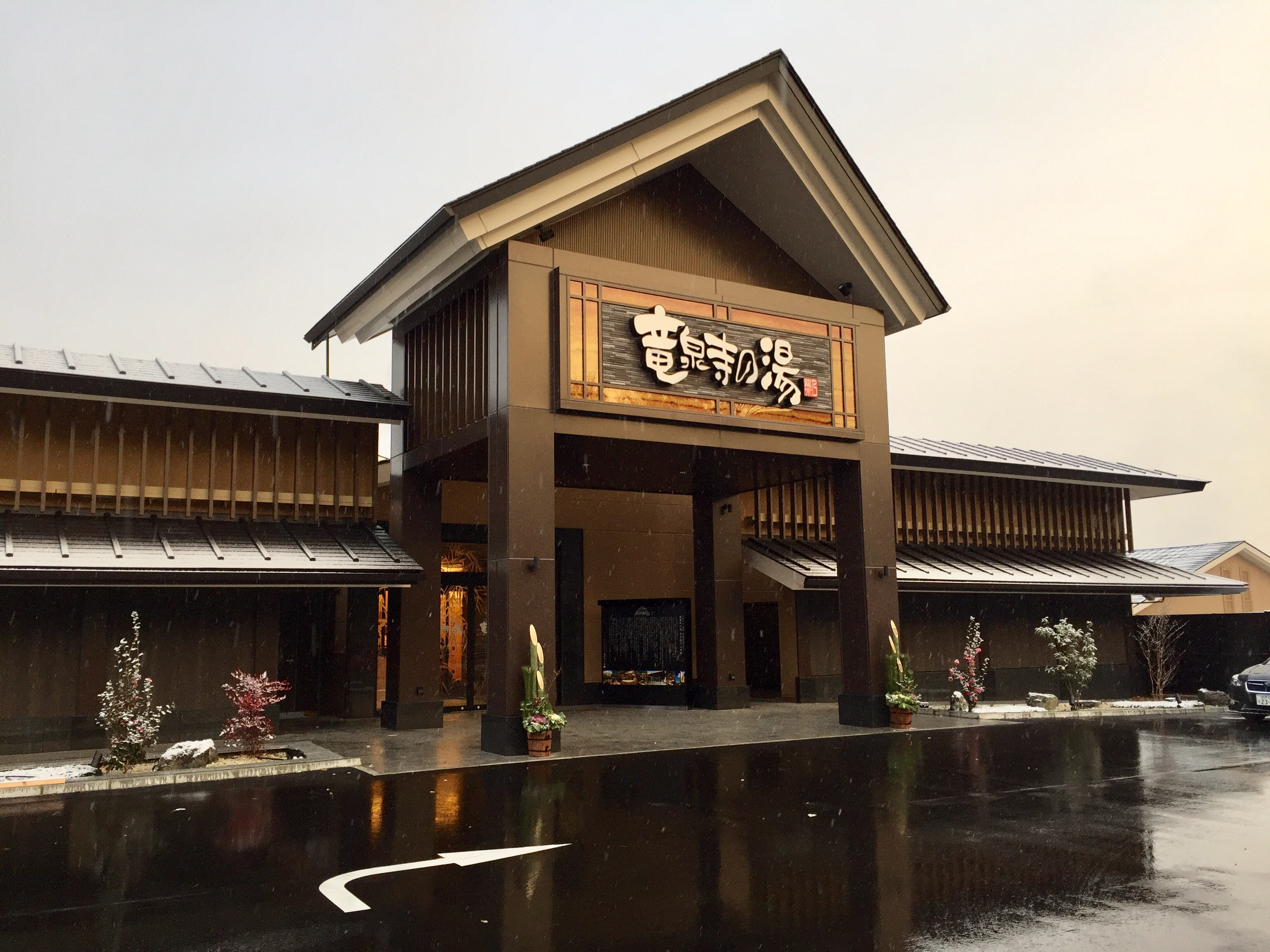
名古屋守山本店の2018年リニューアル後の様子

天空SPA HILLS 竜泉寺の湯（名古屋守山本店）（愛知県名古屋市〈MAP〉/店舗サイト）
- 2007年12月にリニューアルオープンした一号本店。2018年5月より全面改装工事のため休館し、同年12月に「天空SPA HILLS（スパヒルズ）竜泉寺の湯」として再リニューアルオープン[2][10]。さらにサウナや水風呂などの設備強化を実施し、2024年12月に再々リニューアルオープン[11]。
- 2018年の全館大規模リニューアルでは、館内の浴室（大浴場・露天風呂）や岩盤浴専用エリアなど大幅グレードアップ。入館時に受け取った下足バンドキーで食事や買い物などの会計を行い、退館時に一括精算するシステムを当系列店で初導入している[12]。
- リニューアル後の岩盤浴専用の休憩エリアは癒しの空間『forest villa（フォレストヴィラ）』と呼称され、テレビ付きリクライニングシートやソファ、ワークスペース（コンセントやUSB充電コネクタ、Wi-Fi完備）、コミック・雑誌を含む様々なジャンルの本（1万冊以上）が置かれている「Book library」[注 6]などが新たに設置されている[13]。
- 当店舗のみ、翌朝9時まで滞在（オーバーナイトステイ）可能な男女仮眠処が2007年のリニューアルオープン時より設置されていたが、 2018年の再リニューアルオープン時点では未設置となっていた。その後、2019年4月よりワンランク上のラグジュアリーな宿泊フロア（17時〜翌朝10時半まで利用可能〈※通常営業時間外の深夜3時〜朝6時までは入浴および退館が不可〉、入館料とは別料金）として、“forest villa”階下の地下1階にプレミアムロッジ『THE MAISON（ザ・メゾン）』を開設している[14][15]。なお、宿泊フロア『THE MAISON』利用者は“forest villa”のうち岩盤浴を除く「Book library」などの利用も可能となっている（岩盤浴の利用には、別途岩盤浴利用料金を払い岩盤浴着が必要）[14][15]。
- 2018年のリニューアルに伴い施設サービスの強化が図られており、入館料および岩盤浴エリアの利用料金は少し値上げとなった。
- 天然温泉の泉質
  - アルカリ性単純温泉/低張性（溶存物質0.33g/kg）-アルカリ性（pH値9.25）-低温泉（泉温33.2℃）[16][注 7]
  - 加水なしの源泉かけ流し浴槽（源泉の湯）あり[16]

日帰り天然温泉 竜泉寺の湯 豊田浄水店（愛知県豊田市〈MAP〉/店舗サイト）
- 愛知県内二号店。名鉄豊田線「浄水駅」近くに、2008年12月オープン。サウナや水風呂、岩盤浴エリアなどの設備強化を実施し、2024年11月にリニューアルオープン[18]。
- 岩盤浴エリアのリニューアルでは、ワークスペース（コンセントやUSB充電コネクタ、Wi-Fi完備）が新たに設置されている[19]。
- リニューアルに伴い施設サービスの強化が図られているほか、エネルギー価格高騰の影響などもあり、入館料および岩盤浴エリアの利用料金は少し値上げとなった。
- 天然温泉の泉質
  - 単純鉄温泉/低張性（溶存物質0.62g/kg）-中性（pH値6.74）-低温泉（泉温27.1℃）[20][注 8]

#### 関東地方

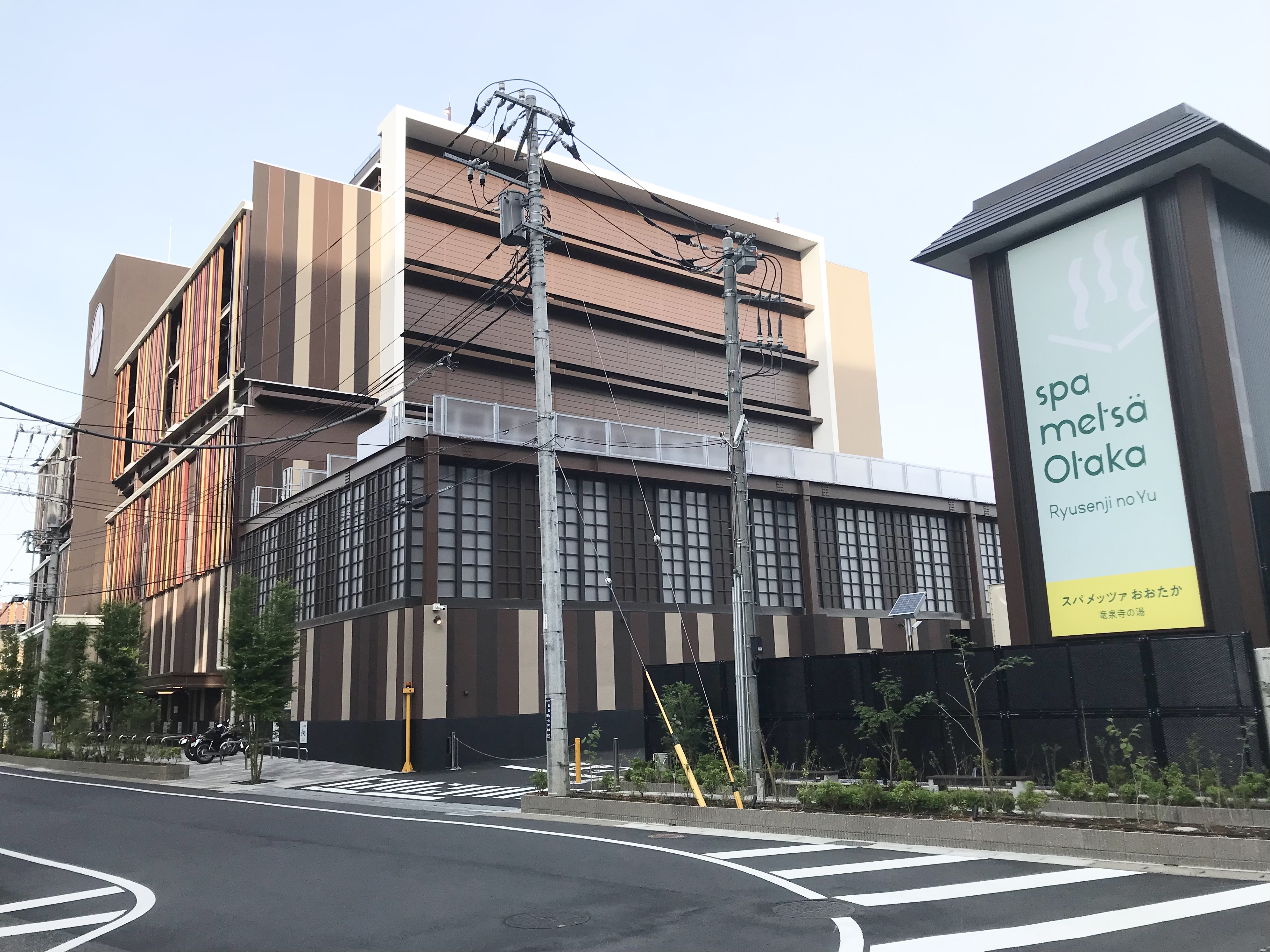
スパメッツァ おおたかの外観

湘南RESORT SPA 竜泉寺の湯（炭酸泉と岩盤浴 竜泉寺の湯 湘南茅ヶ崎店）（神奈川県茅ヶ崎市〈MAP〉/店舗サイト）
- 関東初進出、神奈川県内一号店。「日帰り天然温泉 竜泉寺の湯 湘南茅ヶ崎店」として2010年4月オープン。2017年10月より改装工事のため休館し、同年12月に「湘南RESORT SPA（リゾートスパ）竜泉寺の湯」としてリニューアルオープン[21][22]。
- 外観や館内（浴室・岩盤浴エリア「アロマ岩盤浴 Lagoo（ラグー）」などを含む）の大規模リニューアルを行い、南国リゾート風（アジアンテイスト）な内装に仕上がっている。岩盤浴専用の休憩エリアにはテレビ付きのリクライニングシートや八王子みなみ野店に続き、「コミック・雑誌コーナー」も新設されている[23]。
- リニューアルに伴い施設サービスの強化が図られており、入館料および岩盤浴エリアの利用料金は少し値上げとなった。
- 天然温泉の泉質
  - ナトリウム-塩化物強塩泉/高張性（溶存物質31.78g/kg）-中性（pH値7.2）-温泉（泉温36.3℃）

横濱SPA HILLS 竜泉寺の湯（横濱鶴ヶ峰店）（神奈川県横浜市〈MAP〉/店舗サイト）
- 神奈川県内二号店となる大型店舗。「日帰り天然温泉 竜泉寺の湯 横濱鶴ヶ峰店」として2013年3月オープン。2019年9月より改装工事のため休館し[24]、同年12月に「横濱SPA HILLS（スパヒルズ）竜泉寺の湯」としてリニューアルオープン。サウナや水風呂などの設備強化を実施し、2023年7月に再リニューアルオープン。略称は「ヨコスパ」。
- 2019年の全館大規模リニューアルでは、館内の浴室（大浴場・露天風呂）や岩盤浴専用エリアなど大幅グレードアップ。入館時に受け取った下足バンドキーで食事や買い物などの会計を行い、退館時に一括精算するシステムを2018年にリニューアルした名古屋守山本店に続いて導入している。
- リニューアル後の岩盤浴専用の休憩エリアは同じくリニューアルした名古屋守山本店や八王子みなみ野店と同様に癒しの空間『forest villa（フォレストヴィラ）』と呼称され、テレビ付きリクライニングシートやソファ、ワークスペース（コンセントやUSB充電コネクタ、Wi-Fi完備）、コミック・雑誌を含む様々なジャンルの本（1万5千冊以上）が置かれている「Book library」などが新たに設置されている[25]。
- リニューアルに伴い施設サービスの強化が図られており、入館料および岩盤浴エリアの利用料金は少し値上げとなった。
- 天然温泉の泉質
  - ナトリウム-塩化物泉/等張性（溶存物質9.41g/kg）-弱アルカリ性（pH値7.9）-高温泉（泉温43.8℃）[注 9]

三つの炭酸泉と岩盤浴 竜泉寺の湯 八王子みなみ野店（東京都八王子市〈MAP〉/店舗サイト）
- 東京都内初進出となる大型店舗。2015年12月オープン[26]。サウナや水風呂などの設備強化、下足バンドキーによる退館時一括精算システムの導入なども行い、2023年12月にリニューアルオープン[27]。
- 岩盤浴専用の休憩エリアにテレビ付きのリクライニングシートを備えるなど施設サービスの強化が図られており[28][29]、入館料および岩盤浴エリアの利用料金も当系列店の他の店舗と比べて少し高めに設定されている。当店舗の特徴として、岩盤浴内でのヨガが楽しめる女性専用の「溶岩石ホットヨガ房」（予約制のヨガレッスンも実施）を設置している他、前述の岩盤浴専用休憩エリアには「コミック・雑誌コーナー」（2016年12月開設、当系列店では初）も併設されている[30]。店内では竜泉寺の湯八王子みなみ野店独自のBGMが流れている。
  - 上記休憩エリアを2019年5月から6月にかけてリニューアル、名古屋守山本店（2018年リニューアル）のコンセプトを引き継いで、同じく『forest villa（フォレストヴィラ）』と呼称されている。具体的にはリクライニングシート以外にもソファやワークスペース（コンセントやUSB充電コネクタ、Wi-Fi完備）など様々なタイプの席を配置して、“ラグジュアリーな大人の空間”に生まれ変わっている他、既存の「コミック・雑誌コーナー」を大幅に拡充し一般書籍など様々なジャンルの本（1万5千冊以上）の常設、ホットヨガ房のオンドル化なども実施している[31][32]。
- 天然温泉の泉質
  - アルカリ性単純温泉/低張性-アルカリ性-低温泉[33][注 10]

竜泉寺の湯 草加谷塚店（埼玉県草加市〈MAP〉/店舗サイト）
- 埼玉県内一号店。2016年9月オープン[39]。サウナや水風呂などの設備強化、下足バンドキーによる退館時一括精算システムの導入なども行い、2024年7月にリニューアルオープン[40][41]。
- 八王子みなみ野店の路線を引き継いでおり、岩盤浴専用の休憩エリアにテレビ付きのリクライニングシートを備えるなど施設サービスの強化が図られている（入館料および岩盤浴エリアの利用料金も八王子みなみ野店と同様の価格帯）。当店舗の特徴として、岩盤浴「アロマゲルマ房」の天井に深海や宇宙など様々な映像を映し出すプロジェクションマッピングが初めて導入（温浴施設の岩盤浴としては日本初）されている[39]。
  - 2024年のリニューアルで名古屋守山本店や八王子みなみ野店、横濱SPA HILLSと同様に『forest villa（フォレストヴィラ）』と呼称され、ワークスペース（コンセントやUSB充電コネクタ、Wi-Fi完備）やコミック・雑誌を含む様々なジャンルの本（1万冊以上）のコーナーなども設置[40]。
- 天然温泉の泉質
  - ナトリウム-塩化物泉/高張性（溶存物質14.37g/kg）-中性（pH値7.4）-温泉（泉温40.1℃）[42][注 12]

スパメッツァおおたか 竜泉寺の湯（千葉県流山市〈MAP〉/店舗サイト）
- 千葉県内一号店。つくばエクスプレス・東武野田線（東武アーバンパークライン）の「流山おおたかの森駅」西側[43][44]に、2022年4月オープン[45][46][47][注 13]。
- 施設名称の「スパメッツァおおたか[注 14]」やサイン、休憩スペースのインテリア、館内着、オリジナルアイテムなどをBEAMS（ビームス）が総合プロデュースしており、オリジナルアイテム（グッズ）については同ブランドのエグゼクティブディレクターである南馬越一義が監修し、当店舗のオープンに先駆けて2021年6月より「竜泉寺の湯」公式通販サイト[52]で販売が開始された[53][54][55]。
- 下足バンドキーによる退館時一括精算システムを導入している。
- サウナや専門ブランドなどのプロデュースを手がけるTTNE（代表：松尾大）[56]が監修した3種類のサウナ室を完備[47][57]。
- 岩盤浴専用ラウンジ『メッツァネリオ (metsä Neliö)』には、テレビ付きのリクライニングシートやログシェルタ、ワークスペース（コンセントやUSB充電コネクタ、Wi-Fi完備、コワーキングスペース50席以上）、コミック・雑誌を含む様々なジャンルの本（1万5千冊以上）が置かれている「Book library」などが設置されている[45][47][58]。
- 天然温泉の泉質
  - ナトリウム-塩化物泉/高張性（溶存物質10.55g/kg）-弱アルカリ性（pH値7.6）-低温泉（泉温30.4℃）[59]

#### 東北地方
スパメッツァ仙台 竜泉寺の湯（仙台泉店）（宮城県仙台市〈MAP〉/店舗サイト）
- 東北初進出、仙台の大型店舗。2011年9月に「日帰り天然温泉 竜泉寺の湯 仙台泉店」としてオープン。2022年3月には福島県沖地震の被害により、営業を当面休止した[60]。長期休館後に施設は改装され、スパメッツァおおたか（2022年オープン）の路線を引き継ぎ（インテリア、館内着、オリジナルアイテムなどは同様にBEAMS監修）、サウナや施設サービスの強化が図られた「スパメッツァ仙台」として2023年7月にリニューアルオープン[61]。
- 上記リニューアルに伴いサウナや水風呂はそれぞれ3種類設置され、炭酸泉導入浴槽も6つに拡充されている[62]。下足バンドキーによる退館時一括精算システムも導入された。
- 岩盤浴専用ラウンジ『メッツァネリオ (metsä Neliö)』には、テレビ付きのリクライニングシートやワークスペース（コンセントやUSB充電コネクタ、Wi-Fi完備、コワーキングスペース50席以上）などがあり、コミック・雑誌を含む様々なジャンルの本（1万冊以上）も置かれている[62]。
- リニューアルに伴い施設サービスの強化が図られており、入館料および岩盤浴エリアの利用料金は少し値上げとなった。
- 天然温泉の泉質
  - ナトリウム・カルシウム-塩化物泉/低張性（溶存物質1.16g/kg）-弱アルカリ性（pH値8.1）-低温泉（泉温33.4℃）[63]

### 店舗の特徴

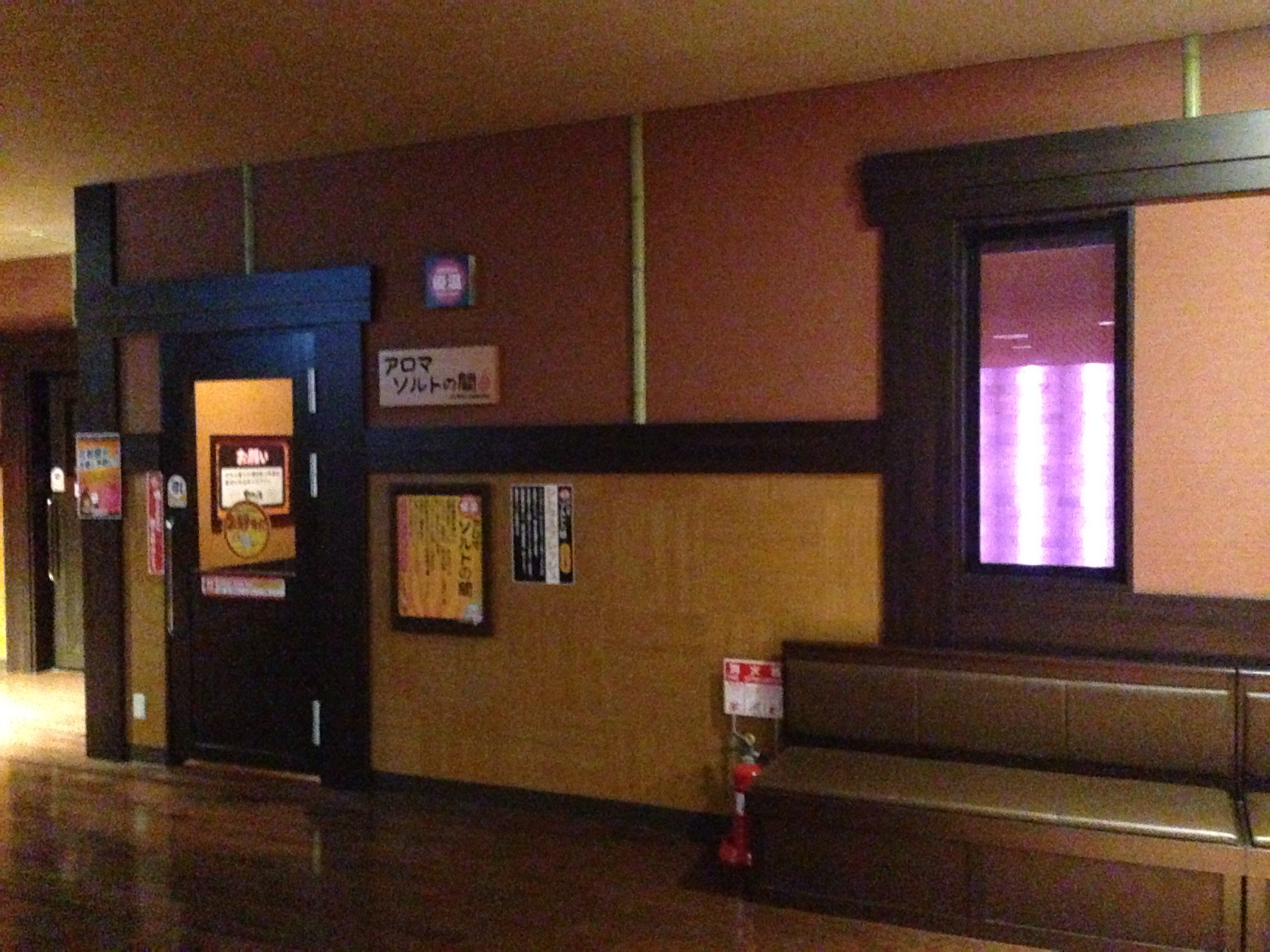
岩盤浴エリア
（リニューアル以前の横濱鶴ヶ峰店、アロマソルトの間）

早朝（店舗により5時あるいは6時開店）から深夜まで営業しており、天然温泉を始め、広々とした炭酸泉、サウナ、低価格で種類が豊富な岩盤浴などを目玉にしている。また、朝9時までは朝風呂タイム（朝割）として通常より安い料金で入館でき、9時以降もそのまま滞在できる（※スパメッツァは平日のみ〈土日の朝割は3時間コース〉）。名古屋守山本店のみ、翌朝まで滞在できる宿泊フロア（入館料とは別料金）を併設している。
入館料金（朝風呂入館料金含む）・岩盤浴利用料金などは各店舗毎に異なっているが、施設サービスの強化が図られるなどして八王子みなみ野店・草加谷塚店・湘南茅ヶ崎店・名古屋守山本店、横濱鶴ヶ峰店、スパメッツァ（2店舗）、豊田浄水店の順で以前の料金体系より少し高めに設定されている。
全店舗ともシャンプー・リンス・ボディソープを常備、貸しタオル（有料）有り、駐車場は無料である。

### 無料送迎バス（一部店舗のみ）
鉄道駅などから離れた立地にある一部の店舗で、無料送迎バスの運行を実施している。
横濱鶴ヶ峰店（参照）
- 相鉄本線の「鶴ヶ峰駅」とJR横浜線・横浜市営地下鉄グリーンラインの「中山駅」より同店舗間において定期運行されている[64]。当系列店において無料送迎バスを運行するのは、同店舗が初の試み（店舗オープン時より運行）である。

湘南茅ヶ崎店（参照）
- JR東海道本線・相模線の「茅ケ崎駅」より同店舗間において定期運行されている。また、JR東海道本線・湘南新宿ラインの「平塚駅」から同店舗間においても前述の茅ケ崎駅発着便と比較して本数は少なめだが、定期運行が実施されている。

八王子みなみ野店（参照）
- JR横浜線・中央線・相模線・八高線が停車するターミナル駅となっている「八王子駅」の他に、JR横浜線の「八王子みなみ野駅」、JR横浜線・相模線・（京王相模原線）の「橋本駅」、京王線・京王高尾線の「北野駅」といった計4駅から同店舗間において、定期運行を実施している[5]。
- 同店舗はフードワン片倉店の目前に位置しており[65]、京王高尾線の「京王片倉駅」およびJR横浜線の「片倉駅」から徒歩15分圏内となっている。

草加谷塚店（参照）
- 東武伊勢崎線（東武スカイツリーライン）の「草加駅」と「竹ノ塚駅」より同店舗間において定期運行されている。同店舗の最寄駅は同線の「谷塚駅」であり、無料送迎バスは出ていないが徒歩20分圏内となっている。

## その他

### テーマソング
「ここはお風呂のパラダイス～♪竜泉寺の湯♪ ここは○○の別天地～♪竜泉寺の湯♪」（○○には地名が入る）という竜泉寺の湯のテーマソング（作曲・楽曲制作：山本真史、ボーカル：芳野紗瑛）があり、各店舗の館内BGMやテレビCMなどで使用されている。

### ロゴデザイン
一部施設（スパメッツァはBEAMS監修）を除き、施設のロゴデザイン（施設名や館内表示を含む筆文字グラフィックデザイン全般）は文字屋（中島一也）が担当している。

## ギャラリー
店内の様子など（リニューアル以前の横濱鶴ヶ峰店）

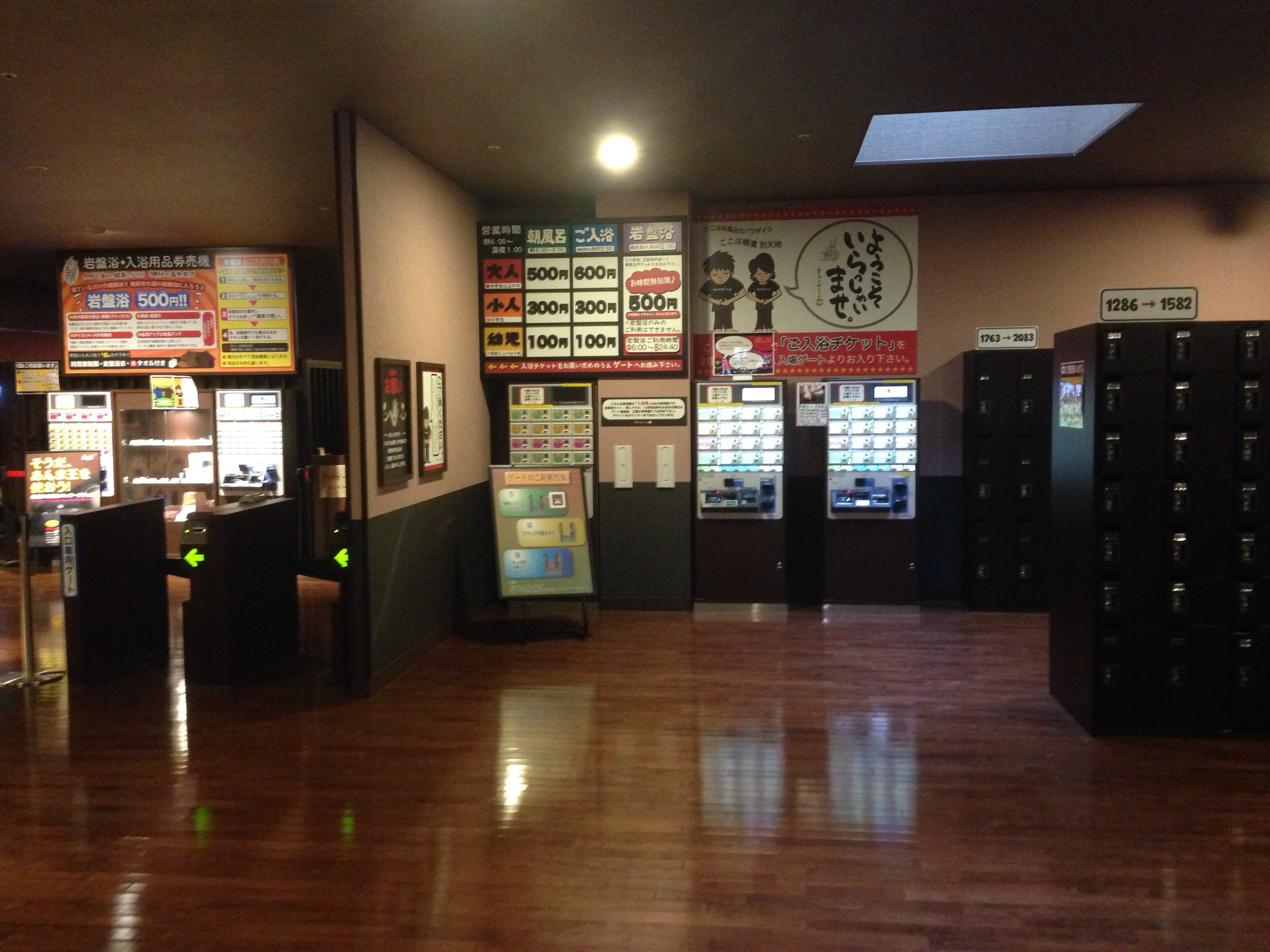
入館券売機
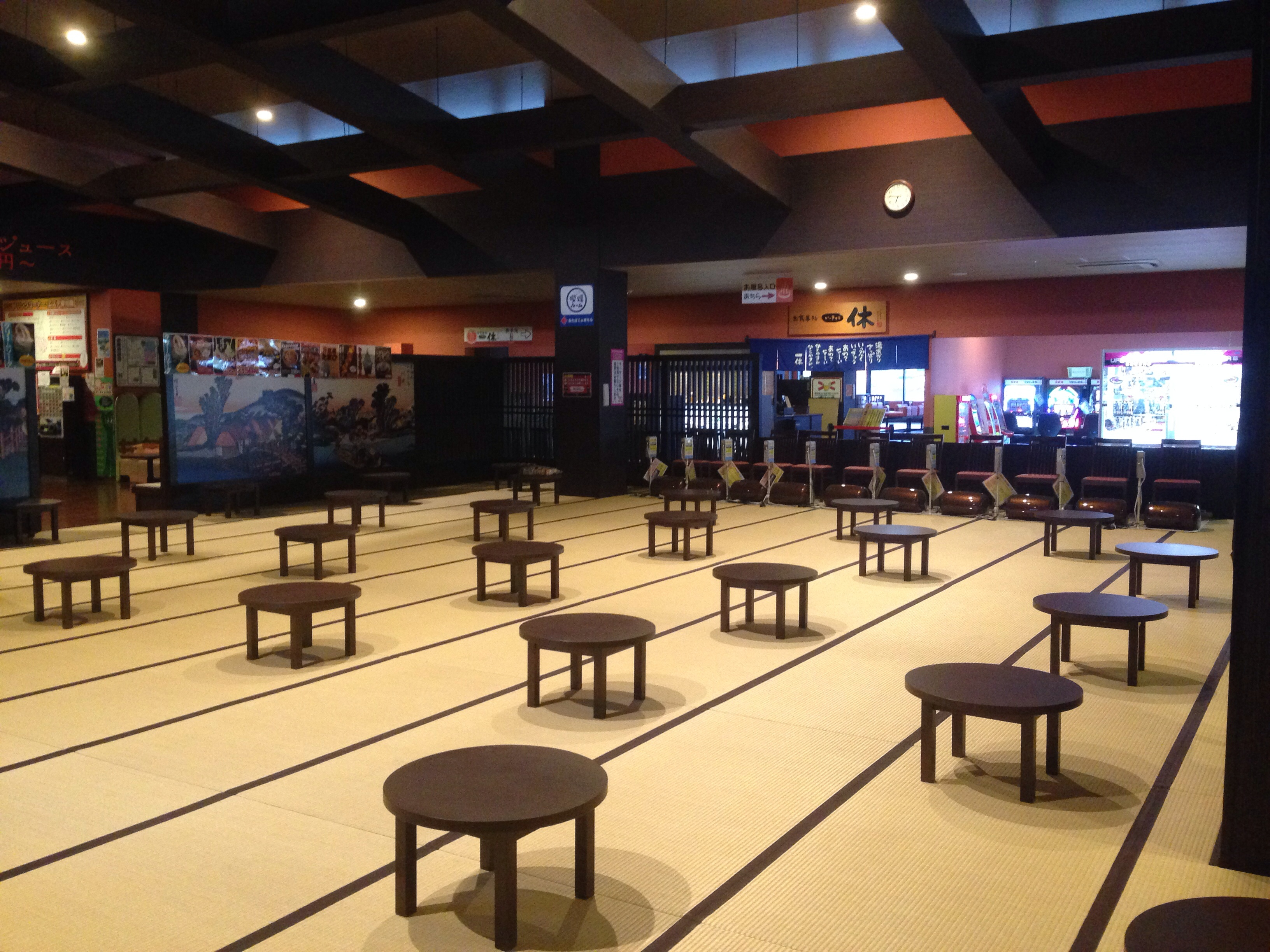
無料休憩スペース
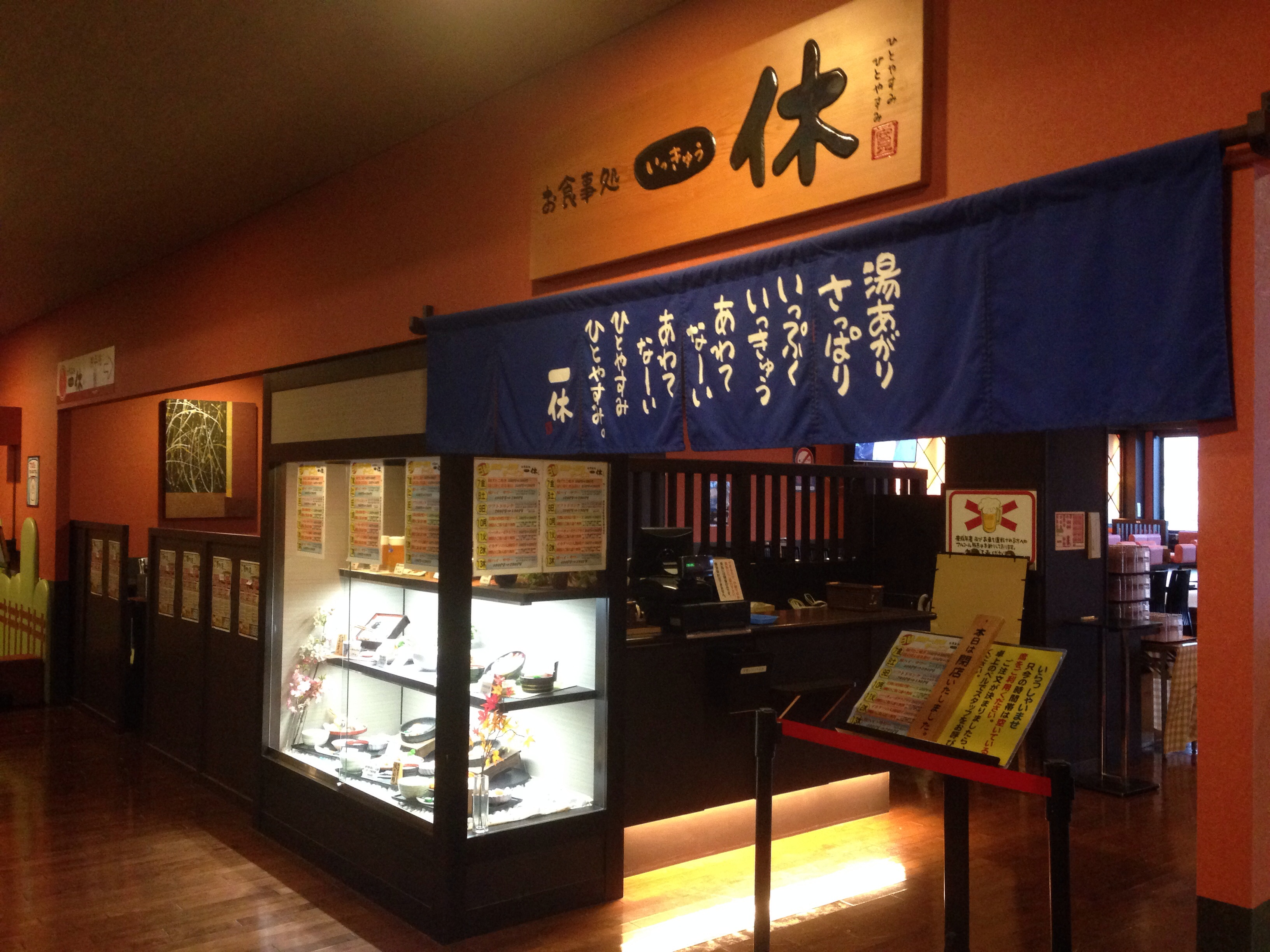
食事処
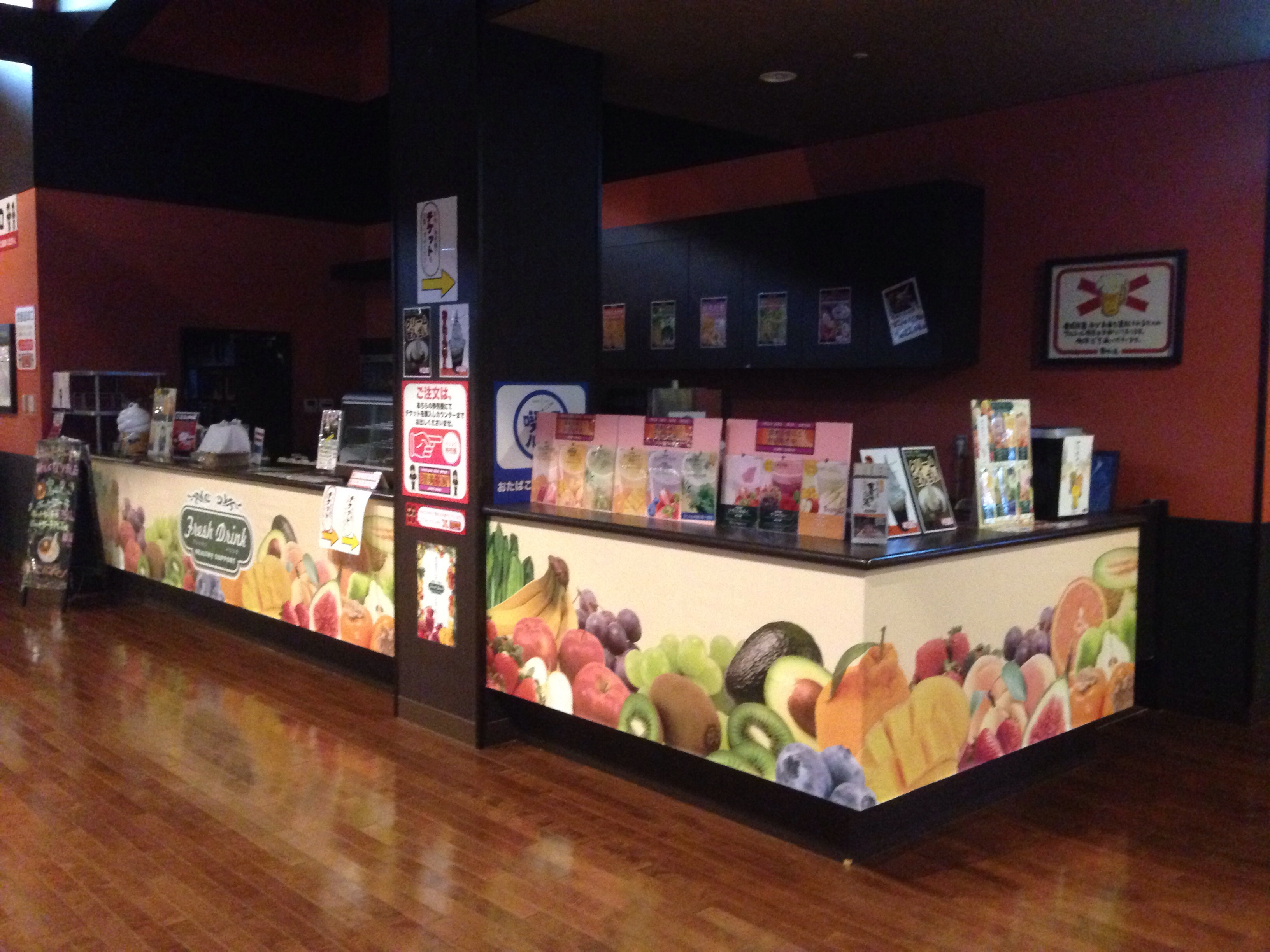
生搾りジュースコーナー
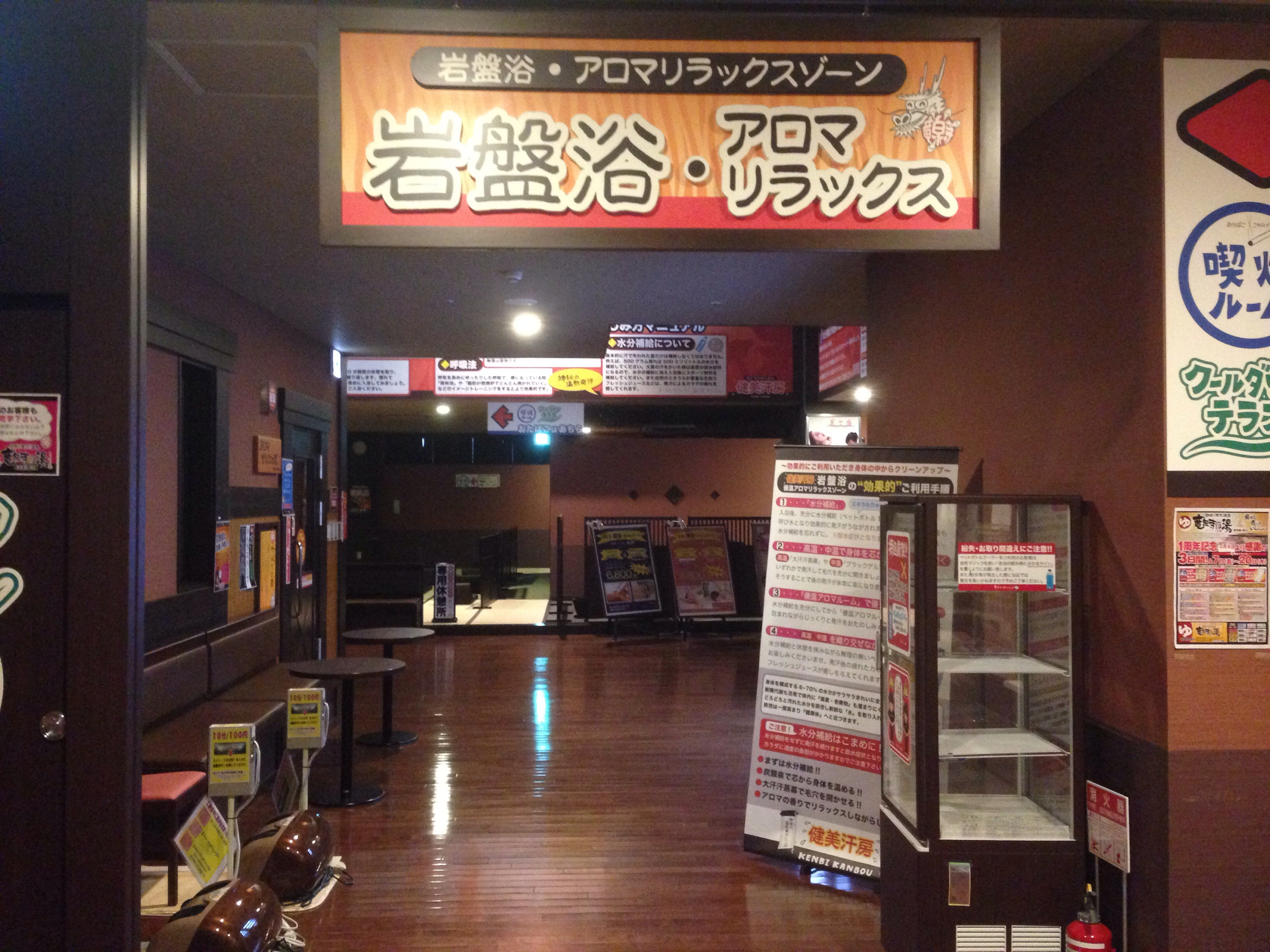
岩盤浴エリア入り口
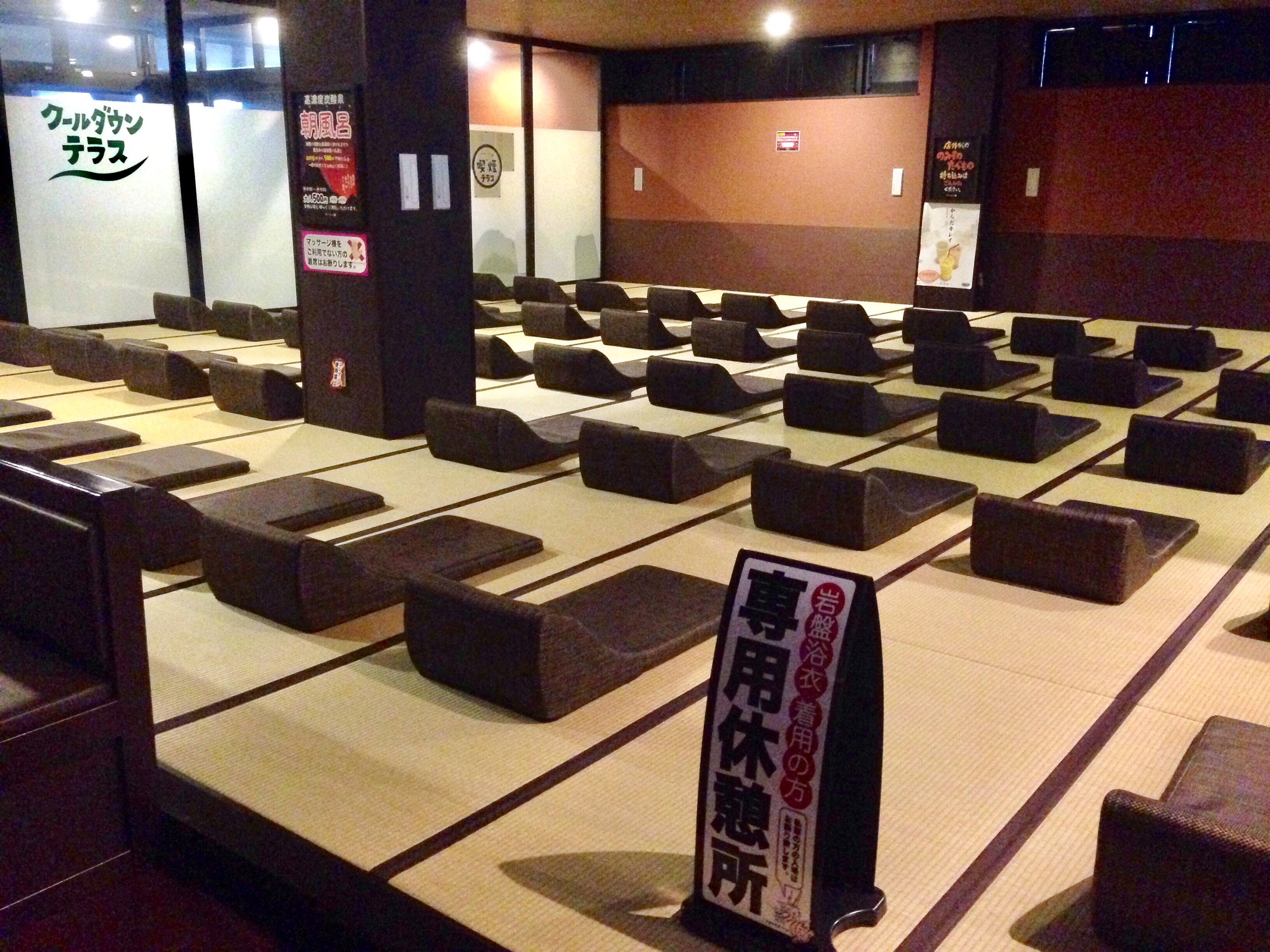
岩盤浴エリア内の休憩スペース（岩盤浴利用者専用）
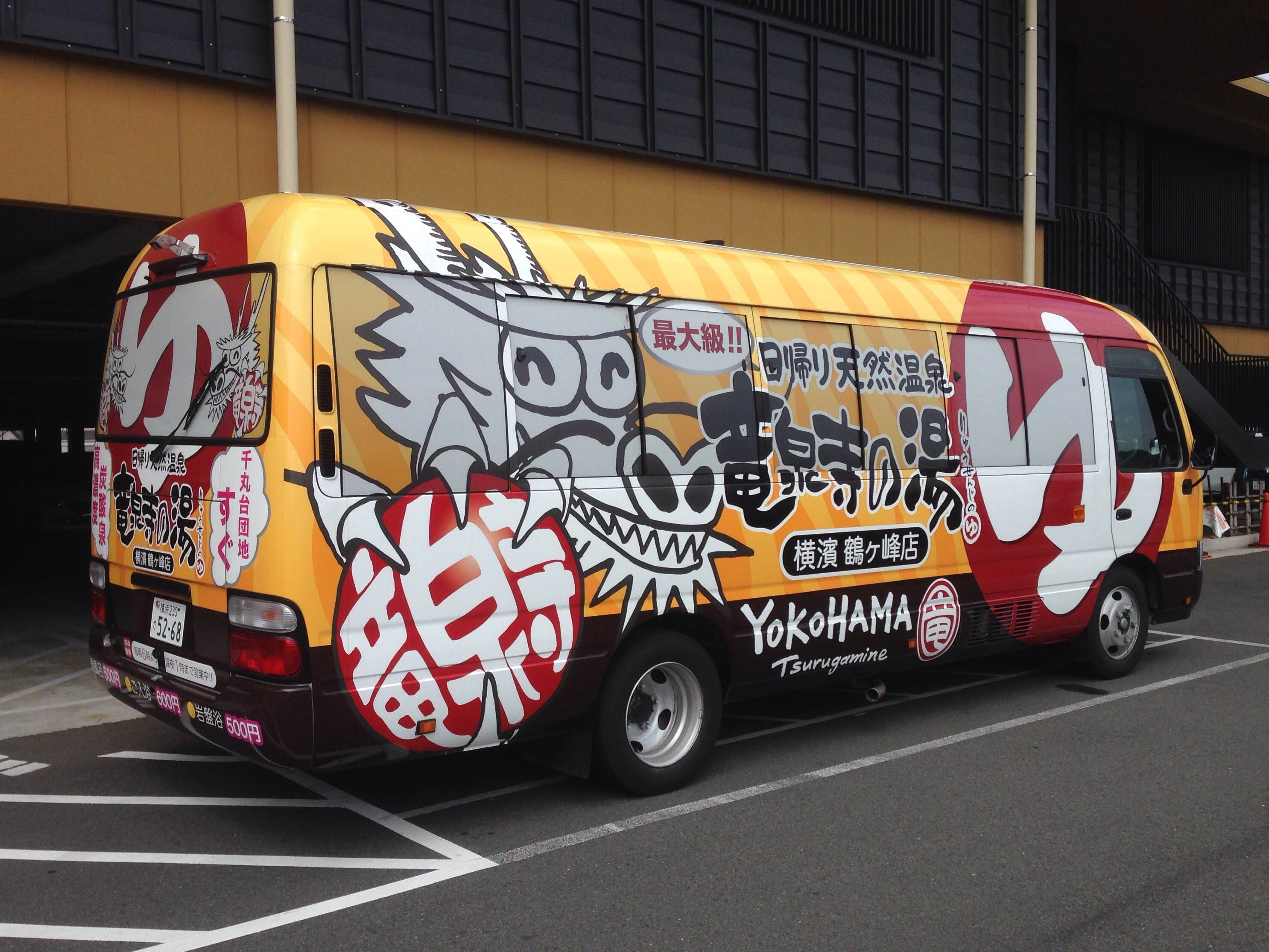
無料送迎バス ※上記のラッピングデザインは2代目（店舗リニューアル後は3代目となっている、初代はこちら）